# Trachelophorus giraffa
Trachelophorus giraffa (denominado popularmente, em inglês, giraffe weevil ou giraffe-necked weevil; cuja tradução, para o português, é "gorgulho-girafa" ou "gorgulho-pescoço-de-girafa"; ou simplesmente denominado besouro-girafa) é um inseto da ordem Coleoptera e da família Attelabidae; um besouro cujo habitat é endêmico às florestas tropicais de Madagáscar, sendo classificado em 1860 por Jekel e apresentando dimorfismo sexual visível; com o pescoço do macho sendo de 2 a 3 vezes maior que o comprimento do pescoço da fêmea. Este pescoço estendido dos machos é uma adaptação que auxilia na construção de ninhos e em lutas de acasalamento com oponentes do mesmo sexo. A exibição, provavelmente, é puramente ritual; dois machos permanecem face a face e assinalam seus pescoços alongados para cima e para baixo até que um ceda e se retire; também os agitando para frente e para trás, em torno da fêmea durante sua oviposição, presumivelmente para impedir o acesso de machos rivais. Os seus élitros são de um vermelho vivo, cobrindo as suas asas voadoras, enquanto o resto do corpo é de um negro-lustroso. O comprimento total do corpo dos machos é inferior a 2.5 centímetros.

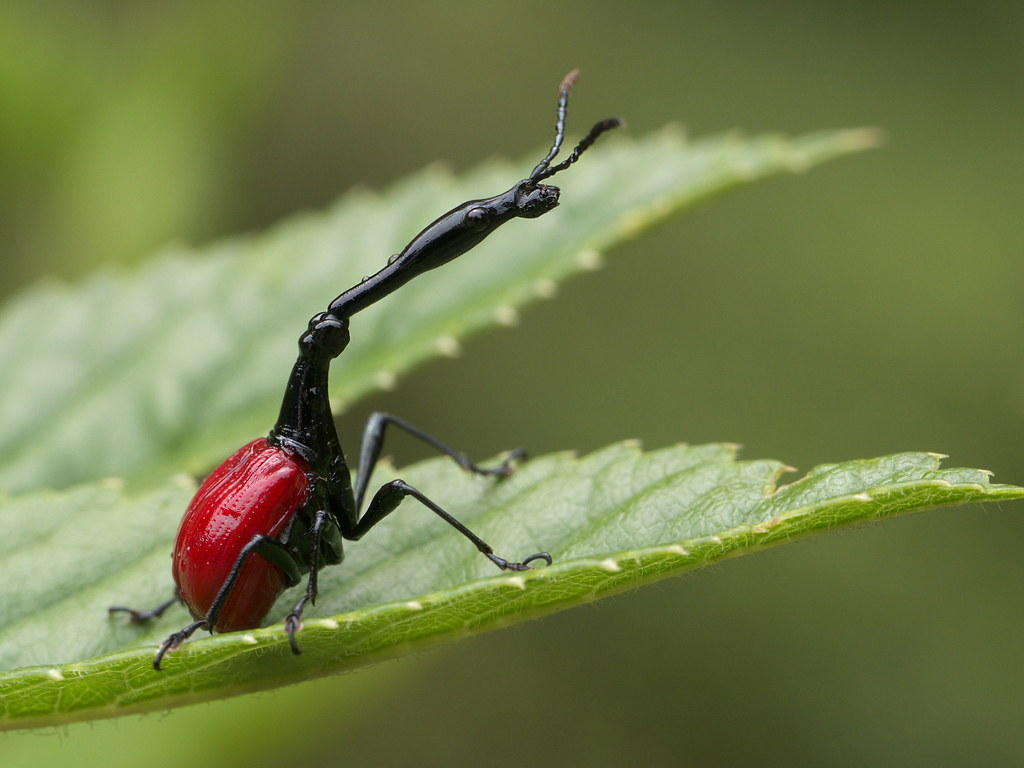
Fotografia de T. giraffa (macho).
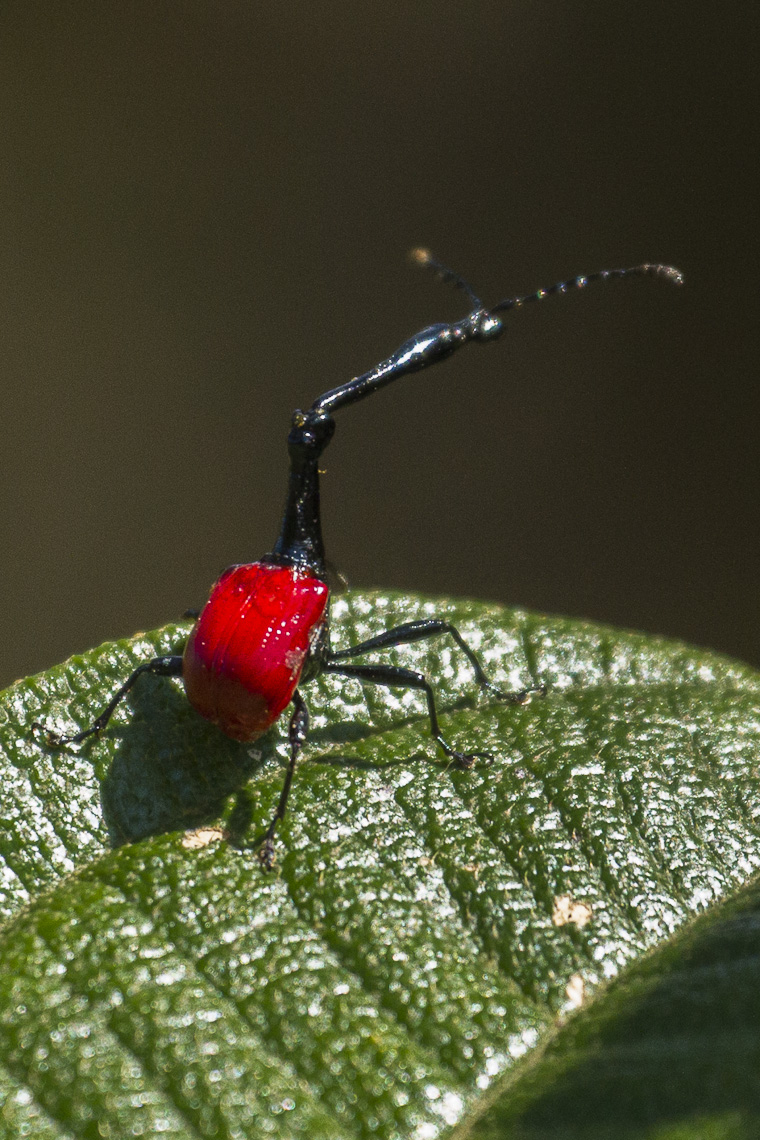
Fotografia de T. giraffa (macho), sobre folha de sua planta-alimento (gênero Dichaetanthera), em Fianarantsoa.

## Planta-alimento
Os adultos são herbívoros e se alimentam de uma árvore que é conhecida como "árvore do besouro da girafa" (Dichaetanthera arborea; mas também em Dichaetanthera cordifolia: gênero Dichaetanthera, família Melastomataceae). Eles passarão a maior parte de suas vidas nestas árvores e raramente se espalharão para longe. Fêmeas usam seu pescoço menor, além de suas fortes pernas, para enrolar um tubo de folhas para seu ninho, no qual apenas um ovo é colocado. O entalhe de folhas mastigadas e enroladas que ela produz permite que o seu formato se mantenha enquanto ela o arremessa ao solo, onde a futura larva se desenvolverá.